# 110
Het jaar 110 is het 10e jaar in de 2e eeuw volgens de christelijke jaartelling.

## Gebeurtenissen

### Italië
- Het Romeinse Rijk heeft een wegennet aangelegd van ca. 75.000 km. Deze wordt vooral gebruikt door handelaars en het Romeinse leger.
- Gaius Suetonius Tranquillus schrijft zijn boekwerk "De Viris Illustribus", een biografie van Latijnse filosofen, historici en redenaars.
- Plinius de Jongere wordt benoemd tot gouverneur van Pontus et Bithynia, keizer Trajanus verleent hem consulaire bevoegdheden.

## Verschenen
- Evangelie van Johannes

## Geboren
- Hua T'o, Chinees arts (overleden 207)

## Overleden
- Ignatius van Antiochië, bisschop en theoloog